# Heinz Volpert
Heinz Volpert (geboren 21. Dezember 1932 in Rastenberg; gestorben 15. Februar 1986 in Ost-Berlin) war Leiter des Sonderaufgabenbereichs Devisenbeschaffung/Häftlingsfreikauf im Ministerium für Staatssicherheit der DDR.

## Leben
Heinz Volpert besuchte die Volksschule und absolvierte in den Jahren 1947 bis 1950 eine Lehre als landwirtschaftlicher Gehilfe. 1948 trat er in die Sozialistische Einheitspartei Deutschlands ein. 1950 wurde er in die Volkspolizei (Schutzpolizei Weimar) eingestellt, 1951 wechselte er zum Ministerium für Staatssicherheit, Landesverwaltung Thüringen, wo er als Kraftfahrer seinen Dienst verrichtete. 
1951 und 1952 absolvierte Volpert einen Lehrgang an der Schule des MfS in Potsdam-Eiche und wechselte im Anschluss zur damaligen Kreisdirektion Rudolstadt. Anschließend wurde er stellvertretender Leiter der Abteilung V in der Bezirksverwaltung Gera, zuständig für die Bekämpfung von „Untergrundbewegungen“. 1954 wurde er stellvertretender Abteilungsleiter und 1956 Abteilungsleiter der Hauptabteilung V bei der Zentrale des MfS in Berlin, die mit der Abwehr gegen Zentren der „politischen Untergrundtätigkeit“ befasst war.
Von 1960 bis 1965 absolvierte Volpert ein Fernstudium an der Hochschule des MfS in Potsdam-Eiche und schloss dieses als Diplom-Jurist ab. 1964 wurde er stellvertretender Leiter seiner Hauptabteilung, die im März 1964 von Hauptabteilung V in Hauptabteilung XX umbenannt wurde.
1969 erfolgte Volperts Versetzung zum „Büro der Leitung“ (aus dem 1971 das „Sekretariat des Ministers“ gebildet wurde) „zur Durchführung von Sonderaufgaben“, was in seinem Fall Devisenbeschaffung und Häftlingsfreikauf beinhaltete. 1970 promovierte er gemeinsam mit Alexander Schalck-Golodkowski zum Dr. jur. (Titel der Dissertation: Zur Bekämpfung der imperialistischen Störtätigkeit auf dem Gebiet des Außenhandels). 1972 wurde Volpert zum Oberst befördert, 1975 erhielt er den Vaterländischen Verdienstorden in Gold.
1986 wurde Volpert tot in der Sauna seines Hauses aufgefunden. Die Todesumstände blieben ungeklärt.